# Necrópolis (novela)
Necrópolis (Nekropola en esloveno) es una novela autobiográfica del escritor esloveno, nacido en Trieste, Boris Pahor. La novela está escrita en esloveno y en ella Pahor habla de su paso por los campos de concentración. Publicada en 1967, la novela obtuvo reconocimiento europeo años más tarde, en 1990, cuando fue traducida al francés. A esta traducción le siguieron muchas otras. Necrópolis fue nombrado en 2008 libro italiano del año y ganó el premio Napoli al mejor libro en lengua extranjera.

## Contenido
La novela empieza con la visita del escritor al jardín conmemorativo del exterminio nazi, instalado junto al que fue campo de concentración de Natzweiler-Struthof. Inmediatamente habla de todo lo que vivió durante la Segunda Guerra Mundial, en campos como Dachau, Dora, Harzungen o Bergen-Belsen. La historia es autobiográfica y el autor, en primera persona, y de manera reflexiva, se pregunta cuál es el motivo de tanto dolor. A continuación, habla de la decadencia física de los cuerpos, de la actitud hacia los presos de un entorno fanatizado, y de las diferentes maneras en que las víctimas hacían frente a los peligros de la muerte y hasta qué punto estaban dispuestos a rebajarse con tal de sobrevivir. A pesar de las condiciones inhumanas, el instinto de supervivencia está constantemente presente en los reclusos del campo. Sus descripciones van en parte más allá de su propia experiencia, puesto que solo conoce algunas cosas cuando vuelve a visitar los campos.

## Traducciones de la novela
La primera traducción de Necrópolis apareció en Francia en 1990. En italiano se publicó en 1997. Desde entonces, no dejó de recorrer muchos de los países y lenguas de la Unión Europea.
- Albanés: Necròpolis, 2014
- Finés: Necròpolis, 2006
- Sueco: Nekropol, 2013
- Francés: Pèlerin parmi les ombres. París, 1990 1996, 2005, 2007, 2011, 2012.
- Español: Necrópolis, 2010, 2011.
- Inglés: Necròpolis . 2010, 2011
- Ruso: Некрополь, 2011.
- Serbio: Necropolis, 2009
- Macedonio: Necròpolis, 2014
- Portugués: Necrópole, 2013.
- Croata: Nekropola, 2012.
- Neerlandés: Necropolis, 2011.
- Alemán: Nekropolis, 2001, 2003.
- Italiano: Necropoli, 1997, 2005, 2008/2009
- Esperanto: Pilgrimanto inter ombroj.